# アンドレ・コワン
アンドレ・コワン（フランス語: André Coyne、1891年2月10日 パリ - 1960年7月21日 ヌイイ＝シュル＝セーヌ）は、フランスの土木技術者。14の国々で70箇所のダムを設計したことで知られている。彼は、エコール・ポリテクニークで教育を受けた後、国立土木学校で教育を受けた。
彼は、プルガステル橋で働いていたが、1928年に上ドルドーニュ川のダム建設のチーフエンジニアとして招聘された。この地位の間、コワンはダムの設計に複数の先進的な技術を設計に取り入れたマレージュダムの設計を担当した。1935年には、コワンはフランスの巨大ダム技術部門の代表となり、1945年から1953年の間、国際大ダム会議の会長を務めた。1947年には、彼は公務員を退職し、自身のコンサルティング・ファームであるコワン・エ・ベリエを設立、独立した。
コワンが後に設計したフランスのダムには、グランヴァルダムとロズランダムが含まれる。フランス国外でコワンが設計したダムとしては、ジンバブエ・ザンビア国境に建設されたカリバダムや、カナダ・ケベック州のダニエル＝ジョンソンダム、そしてポルトガルのサンタ・ルチアダムがある。
コワンは、フランス南部のマルパッセダムの設計も担当している。このダムは建設完了の直後、基礎岩盤部分に亀裂が入っていることが判明した。それから数年が経過した1959年12月2日、このダムは突然決壊、崩壊し、貯水していた高さ50m（160ft）の水の塊が放出され、フレジュスの町の近傍まで達した。この事故によって423人の死者を出した。伝えられるところでは、コワンはこの事故によって大きな衝撃を受け、即座に責任は自分自身にあると述べ、自分自身を責めたという。実際に、コワンは地質学者のジョルジュ・コロイによる、ダムを650ft（198m）上流に建設すべきという提言を実行することはなかったし、放流設備を洪水の流れに合わせることもなかった。この事故から約半年後、彼は失意の内に死去した。
後年の研究によって、おそらく、このダムの設計が事故の原因ではないと考えられることが判明した。その一方で別の要因が主張されており、その中では、ダムの建設箇所、岩盤の支持力、このダム建設箇所に断層が存在するという事実、そして豪雨によってこの年には、15ft（4.57m）も水位が上昇していた事などが崩壊の原因として挙げられている。また、下流近くで行われた高速道路の建設により、集中的に掘削工事が行われたことが、ダムサイトの弱体化に繋がった疑いがあるとされている。
アンドレ・コワンが設立した会社は、その後も同じ社名のまま操業を続けている。